# Bulbostylis stenocarpa
Bulbostylis stenocarpa är en halvgräsart som beskrevs av Georg Kükenthal. Bulbostylis stenocarpa ingår i släktet Bulbostylis och familjen halvgräs. Inga underarter finns listade i Catalogue of Life.